# Brankica Stanković
Brankica Stanković (in serbo Бранкица Станковић?; Belgrado, 1975) è una giornalista e conduttrice televisiva serba che si occupa di crimini e di corruzione politica in Serbia.
È stata la principale autrice del programma televisivo di notizie investigative Insajder (il serbo di "Insider") trasmesso sul canale televisivo B92 dal 2004. Dato che il contenuto del programma è molto controverso, Stanković ha ricevuto molte minacce di morte. Per questa ragione è, dal dicembre 2009, sotto scorta da parte della polizia.

## Carriera
Stanković è nata a Belgrado, Serbia nell'ottobre del 1975. Dopo aver terminato le scuole superiori, si è iscritta ad una scuola di recitazione che ha lasciato due anni dopo. Ha cominciato la sua carriera di giornalista in radio ed in televisione nel 1996 con RTV Studio B, dove rimase un anno. Nel 1997 è passata a Radio B92. Durante gli anni '90, B92 si opponeva al regime corrotto del presidente Slobodan Milošević. Nei primi anni della sua carriera, è stata autrice del programma radio delle notizie e fu sceneggiatrice dei programmi settimanali Jutopija e Apatrija. Ha lavorato anche come corrispondente estera per Sveriges Radio e la tedesca Westdeutscher Rundfunk.

### Insajder
Nel 2004 B92 lanciò un programma chiamato Insajder (Insider), con Stanković come caporedattrice. Si trattava di un programma TV di giornalismo investigativo che si occupava di corruzione e crimini politici in Serbia. Dal 2004, sono andate in onda 18 stagioni di Insajder, due per ogni anno, per un totale di 82 episodi ad ottobre 2013). La prima stagione di Insajder indagava sugli aspetti politici dell'omicidio di Zoran Đinđić. Mentre stavano lavorando a questo tema, la redazione di Insajder scoprì che Milorad Ulemek, l'assassino di Đinđić, era stato arrestato, non preso in custodia dalla polizia ma bensì dall'ufficio del Ministro dell'Interno Dragan Jočić. Altri temi trattati sono: l'alto profilo del contrabbando di sigarette, il trasferimento segreto di denaro statale verso Cipro. Questa investigazione portò all'arresto dell'ex direttore dell'ufficio di Dogana Mihalj Kertes. Altri episodi hanno indagato sulla corruzione all'interno della compagnia mineraria RB Kolubara, i nessi tra politici e hooligans del calcio e altri gruppi estremisti, corruzione di compagnie statali poi privatizzate, corruzione all'interno della compagnia mineraria RTB Bor e tanti altri casi di corruzione politica e crimine.
Nel 2009 dopo aver riportato del passato criminale di molti hooligans del calcio e dei loro collegamenti con la mafia e la politica, Stanković ha ricevuto multiple minacce di morte da parte degli hooligans.
L'incidente più inquietante accadde il 16 dicembre 2009 durante la sfida di Coppa UEFA tra FK Partizan e FC Shakhtar Donetsk dove un gruppo di hooligans pugnalarono una bambola gonfiabile che aveva le sembianze della Stanković. Durante l'incidente gli hooligans cantavano "Tu sei un serpente, farai la fine di Ćuruvija, Brankica puttana", in riferimento al noto giornalista investigativo Slavko Ćuruvija assassinato nel 1999. La Corte di Belgrado nell'ottobre del 2013 ha condannato in appello tre hooligans alla sospensione condizionale della pena dai 10 ai 12 mesi per aver minacciato di morte la Stanković. Miloš Radosavljević Kim, il capo del gruppo di hooligans "Alkatraz" è stato invece condannato a 16 mesi di prigione.
Nel 2015 Brankica Stanković ha lasciato B92. Il programma di Insajder non è più trasmesso in TV ma le inchieste di giornalismo investigativo sono consultabili tramite sul sito internet Insajder.net.

## Riconoscimenti
Nel 2005 ha ricevuto il premio "Dusan Bogavac" da parte dell'Associazione dei Giornalisti Indipendenti serbi (NUNS).
Nel 2006 e nel 2009 ha ricevuto il premio "Jug Grizelj" per i risultati ottenuti nel campo del giornalismo investigativo.
Nel 2010 ha vinto il premio "Lighthouse" da parte dell'Associazione dei Media Elettronici Indipendenti (ANEM). Nello stesso anno l'OSCE-Serbia ha dichiarato Brankica Stanković "Persona dell'anno".
Nel 2011 il comune di Belgrado ha consegnato alla Stanković il "Premio dell'anno della città di Belgrado" per il giornalismo.
Nel 2013 ha ricevuto il riconoscimento "Winning Freedom" consegnato a donne che si battono per la promozione dei diritti umani e democrazia.
Nel 2014 ha ricevuto il Premio "Coraggio nel Giornalismo" da parte dell'International Women's Media Foundation (IWMF). Il primo ottobre dello stesso anno la Stanković ha ricevuto il premio "Cei-Seemo per alti meriti nel giornalismo investigativo 2014" da parte di CEI – Central European Initiative (CEI) e South East Europe Media Organisation (SEEMO), insieme alla fondazione tedesca Konrad-Adenauer-Stiftung (KAS). Nel 2014 ottenne il premio "Slaven Kranjc" e Reporters Without Borders l'ha inserita nella classifica dei "100 eroi dell'informazione".

## Libri
Nel 2013 ha pubblicato il libro autobiografico intitolato "Insajder: My Story" (in Serbo: "Insajder, moja priča" )